# Darialská soutěska
Darialská soutěska, též zvaná Darialský průsmyk (gruzínsky დარიალის ხეობა, Darialis cheoba, osetsky Арвыком nebo Дайраны ком, rusky Дарьяльское ущелье, Darjalskoe uššelje) je 11 km dlouhá soutěska v severní Gruzii na hranici s Ruskem. Leží na východním úpatí hory Kazbek ve Velkém Kavkazu. Protéká jím řeka Těrek. Téměř 600 m vysoké skalní stěny na obou stranách soutěsky se sbíhají až na odstup pouhých 8 m. Toto „ucho jehly“ na cestě přes Kavkaz mělo vždy velký strategický význam.

## Historie
Název soutěsky je odvozen z novoperského názvu průsmyk dar-i Alan (česky Alanova brána). V gruzínském dějepisu se uvádí jako Ralani, Dargani, či Darialani. Strabón ji označoval jako Porta Caucasica nebo Porta Cumana. Římský filosof Plinius soutěsku nazýval Portae Caucasiae či Portae Hiberiae. Ptolemaios ji pojmenoval Sarmatikai Pulai (řecky Σαρματικαι Πυλαι). Tataři ji nazvali Darioli.
Kontrola tohoto „ucha jehly“, po staletí jediného průchodu přes Kavkaz, hrála důležitou úlohu v dějinách Gruzie, Římské říše, Persie, arabských Kalifátů, Byzance a později Ruska. Až do 13. století šlo hlavně o to, zadržet pravidelně útočící bojovné nomádské kmeny ze severního Kavkazu, zejména Alany, před expanzí na jih. Od 18. století se soutěska stala životně důležitou pro spojení mezi Ruskem a Gruzií. V roce 1799 byla do svahu soutěsky vytesána vozovka Gruzínské vojenské cesty.

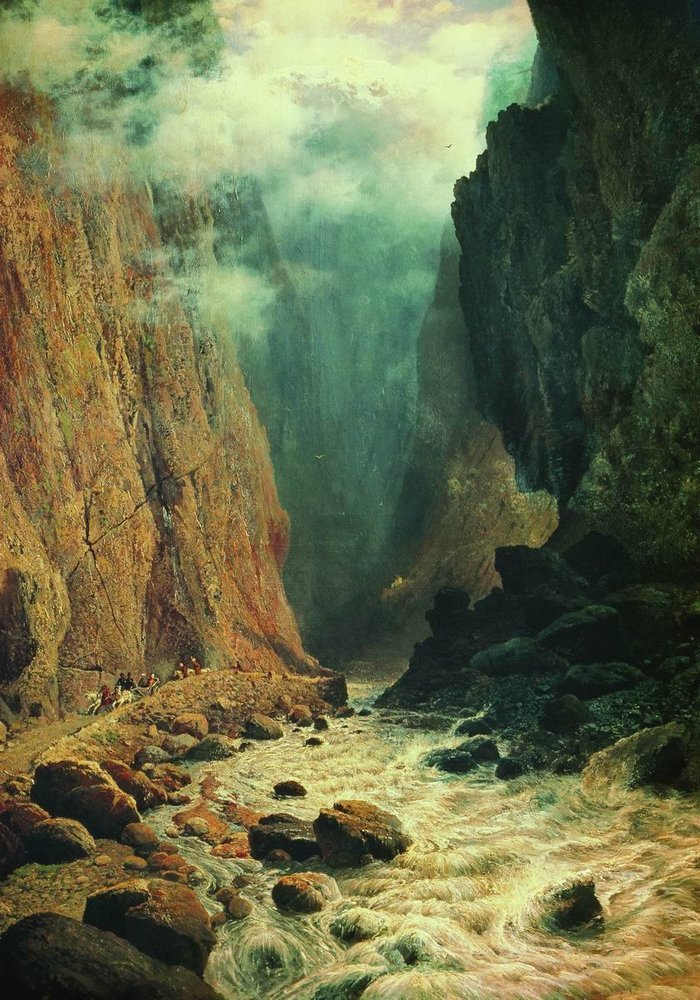
Malba 1884 (R.G.Sudkovskij)

Po dobytí Kavkazské Ibérie Pompeiem roku 66 př. n. l. zřídili Římané v soutěsce pevnost Kumania se zdí ze stromových klád zesílených železnými vazníky. Tuto pevnost provozovali iberští králové pod názvem Kumli. V průběhu času byla víckrát modernizována. Její zřícenina je ještě dnes patrná na kopci na levém břehu Těreku. Skládala se z několika věží a tajného východu k řece. Persie zřídila v 5. století kastel (malý římský tábor pro malé útvary) Biriparach, ve kterém sídlila posádka kolem 1000 vojáků. Rusko postavilo po roce 1801 na severním vstupu do soutěsky pevnost Darialskoje (rusky Дарьяльское), jejíž zbytky jsou dnes vidět na gruzínském území hned vedle Rusko-Gruzínské hranice. Sovětský svaz toto přírodní „ucho jehly“ využíval také, když kontroloval průjezd za pomocí vojenské hlídky a silniční závory.
V letech 2006 až 2010 byl ze strany Ruska hraniční přechod Věrchnyj Lars, a tím i přístup do soutěsky pro veškerou dopravu i pěší uzavřen.
V roce 2011 byla nad soutěskou na gruzínské straně zahájena výstavba Darialské vodní elektrárny.